# Ivoorkroeskopje
Het ivoorkroeskopje (Triaxomasia caprimulgella) is een vlinder uit de familie echte motten (Tineidae). De wetenschappelijke naam is voor het eerst geldig gepubliceerd in 1851 door Stainton.
De soort komt voor in Europa.